# Pangrapta dialitha
Pangrapta dialitha là một loài bướm đêm trong họ Erebidae.